# 高樹郷

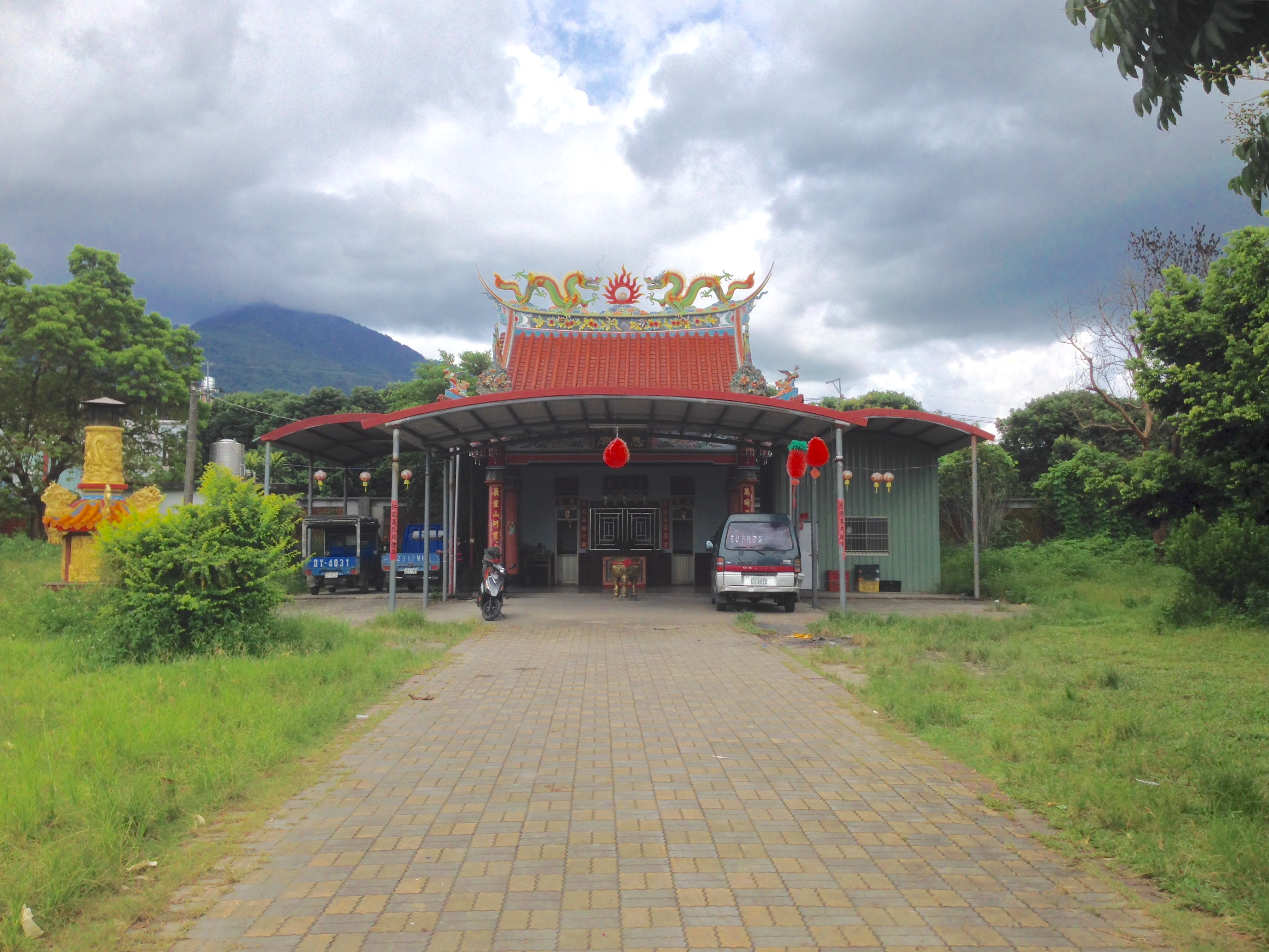
大路関恩公廟

高樹郷（ガオシュー/こうじゅ/たかき/たかぎ-きょう）は、台湾屏東県の郷。

## 地理
高樹郷は屏東県北部に位置し、北は高雄市六亀区、茂林区と、東は三地門郷と、西は里港郷と、西北は高雄市美濃区と、南は塩埔郷とそれぞれ接している。屏東平野の東北部に位置し、南投の丘陵地帯を除き高屏渓の本流及び支流による沖積平原により構成され地勢は平坦である。年間平均気温は28℃、年間降水量は2,500mmである。

## 歴史
高樹郷は古くは原住民であるパイワン族、平埔族の居住地であった。1737年頃から福建、広東より客家移民がこの地に入植し、集落を形成すると共に、集落の中心として「東振館」を建築したことから「東振新庄」と称され、また集落に木棉樹が聳えていたことから「高樹下庄」とも称されるようになった。1920年の台湾地方改制の際、この地に「高樹庄」が設けられ、高雄州屏東郡の管內とされた。戦後は高雄県高樹郷とされたが、1950年に屏東県帰属に改編され現在に至る。

## 経済

### 公共服務

#### 電力
- 台湾電力公司高樹服務所

#### 水道水
- 台湾自来水公司高樹営運所

#### 電信
- 中華電信高樹服務センター
- 台湾大哥大高樹門市
- 遠伝電信高樹門市

### 農業協同組合
- 高樹郷農会

### 金融機関
- 台湾土地銀行高樹支店
- 高樹郷農会信用部

### 郵便局
- 高樹郵局

### 産業

#### 農業
| 水稲 ナツメ（棗） 台湾の主な産地、「高樹蜜棗」のブランドを販売。 パイナップル（鳳梨） 台湾の主な産地、「高樹金鑽鳳梨」のブランドを販売。 サトイモ（里芋） 台湾の主な産地、「高樹芋頭」のブランドを販売。 パパイア（木瓜） 台湾の主な産地、「高樹木瓜」のブランドを販売。 | ドラゴンフルーツ（火龍果） レンブ（蓮霧） 台湾の主な産地。 ツルレイシ（ニガウリ、苦瓜） 台湾の主な産地。 玉蘭花 台湾の主な産地。 スターフルーツ（楊桃） | バナナ（香蕉） グアバ（芭楽） マンゴー（芒果） レイシ（茘枝） バンレイシ（釈迦） コーヒー豆 烏龍茶 |

#### 工業
採石業・砂利採取業
南台湾の主な採取地。
レディーミクス コンクリート工場
食品業
藍藻工場

#### 商業

##### 商業地区
高樹市街
省道台22線、省道台27線、県道181号の交差地点、高樹郷が主な商業地区。
泰山
省道台27線沿いの泰山地区が主な商業地区。
旧寮
省道台27線沿いの旧寮地区が主な商業地区。
田子
省道台22線沿いの田子地区が主な商業地区。
新南
省道台22線沿いの田子地区が次要商業地区。

##### 主要小売店
スーパー
- 全聯福利中心
- 好媳婦生鮮スーパー
- 高樹郷農会スーパー
- 新興スーパー

ホームセンター
- 上発百貨商場
- 来又来五金百貨大売場
- 新和泰五金行
- 振益五金
- 九九五金百貨大売場

衣料品・服飾品
- 南興商場

家電量販店
- 大同3C高樹服務センター

ドラッグストアチェーン
- ワトソンズ（屈臣氏）高樹店
- 葉薬局

コンビニエンスストア
- セブン-イレブン
- ファミリーマート
- 台湾巨蛋コンビニ

ドリンク・レストラン・飲食店
- 八方雲集
- 晨間廚房
- 50嵐
- 鮮茶道
- 茶之魔手
- 吳家紅茶冰
- 紅茶幇
- 古早味紅茶冰
- 高樹倉庫コーヒ

##### 夜市
高樹夜市
每週水曜日、土曜日開催

## 行政区
| 地区 | 村                                                     |
| ---- | ------------------------------------------------------ |
| 中   | 高樹村、長栄村、東興村、東振村、大埔村、源泉村、建興村 |
| 北   | 旧寮村、司馬村、菜寮村、新豊村                         |
| 西   | 田子村、旧庄村、塩樹村、新南村                         |
| 南   | 泰山村、南華村、広福村、広興村                         |

## 歴代郷長
| 代 | 氏名 | 着任日 | 退任日 |
| -- | ---- | ------ | ------ |

## 行政

### 郷役所
- 高樹郷公所

### 郷議会
- 高樹郷民代表議会

### 警察
- 屏東県警察局里港分局
  - 高樹分駐所
  - 泰山派出所
  - 新南派出所
  - 旧寮派出所

### 消防
- 屏東県消防局第一大隊
  - 高樹分隊
- 消防団
  - 高樹義勇消防団

### 戸政
- 高樹戸政事務所

### 林政
- 林務局屏東林区管理処潮州工作站
  - 高樹分站

### 水利
- 屏東農田水利会
  - 高樹工作站

## 教育

### 国民中学
- 屏東県立高樹国民中学
- 屏東県立高泰国民中学

### 国民小学
| - 屏東県立高樹国民小学 - 屏東県立旧寮国民小学 - 屏東県立新豊国民小学 | - 屏東県立田子国民小学 - 屏東県立新南国民小学 - 屏東県立泰山国民小学 | - 屏東県立南華国民小学 - 屏東県立広興国民小学 - 屏東県立広興国小関福分校 |

### 子育て

#### 幼児園（幼稚園と託児所が統合した施設）
| - 屏東県立高樹国民小学附設幼児園 - 屏東県立旧寮国民小学附設幼児園 - 屏東県立田子国民小学附設幼児園 - 屏東県立泰山国民小学附設幼児園 | - 高樹郷立幼児園 - 鳳成幼児園 - 高樹小太陽幼児園 |

## 公共施設

### 厚生施設

#### 医療機関
衛生・保健所
- 高樹郷衛生所

病院・医院・診療所
| - 大新医院 - 聖恩内科医院 - 国仁医院高樹門診部 - 德樹診所（腎臓学・人工透析専門クリニック） | - 啓賢診所 - 杏元診所 - 佑昌診所 - 佑安診所 | - 仁山診所 - 寶生診所 - 嘉誠診所 - 怡仁診所 |

中医
- 吉隆中医診所

眼科
- 高美眼科診所

歯科
- 黃歯科診所
- 新美歯科診所
- 救生歯科診所

#### 福祉・保健施設
老人福祉施設
- 高樹郷老人活動センター

老人保健施設
- 衛生福利部部立屏東医院高樹日間照護センター
- 屏東県長期照護管理センター高樹区分站

### 衛生・環境施設
- 高樹汙水処理センター（計画中）

### グリーン新電力発電施設
- 高樹太陽光発電專区 - 台湾最初の太陽光発電グリーン新電力專区（着工）

### 公園・体育施設
- 高屏渓渓流生態公園
- 東振開庄伯公ガジュマル公園
- 東振金鐘湖公園
- 大陸関石獅公公園
- 新南野球場
- 高樹・東興総合運動公園
  - 高樹テニスコート
  - 高樹野球場
  - 東興ゲートボールコート
  - 東興ローラースケートコート
  - 東興バスケットボールコート

### 文教施設
- 高樹郷立図書館
- 高樹デジタル学習センター
- 辜厳倬雲植物保種センター(KBCC) - 世界最大規模の熱帯植物種子貯蔵保育センター
- 高樹社区活動センター
- 長栄社区活動センター
- 福田社区活動センター
- 東興社区活動センター
- 泰山社区活動センター

### 駐車施設
- 高樹郷営高樹市街公共立体駐車場

### 葬儀施設
- 高樹郷営火葬場
- 高樹郷営高樹納骨堂
- 高樹郷営新南納骨堂

## 交通

### 道路
| 種別 | 路線名称  | その他         |
| ---- | --------- | -------------- |
| 省道 | 台22線    |                |
| 省道 | 台27線    | 屏東客運高樹駅 |
| 県道 | 県道181号 |                |
| 県道 | 県道185号 | 沿山公路       |

### バス路線

#### 一般路線バス
屏東客運
- 高樹駅
  - 8217  屏東－里港－高樹 (省道台3線・省道台22線路線)
  - 8218  屏東－高樹－大津 (省道台3線・省道台22線・省道台27線路線)
  - 8219  大津－三地門 (省道台27線・県道185号路線)
  - 8226  屏東－塩埔－泰山－高樹 (省道台27線路線)

#### 祝日路線バス
屏東客運：春節(旧暦の正月)期間運行
- 台湾高鐵左営駅－里港－高樹 (国道10号路線)

## 観光

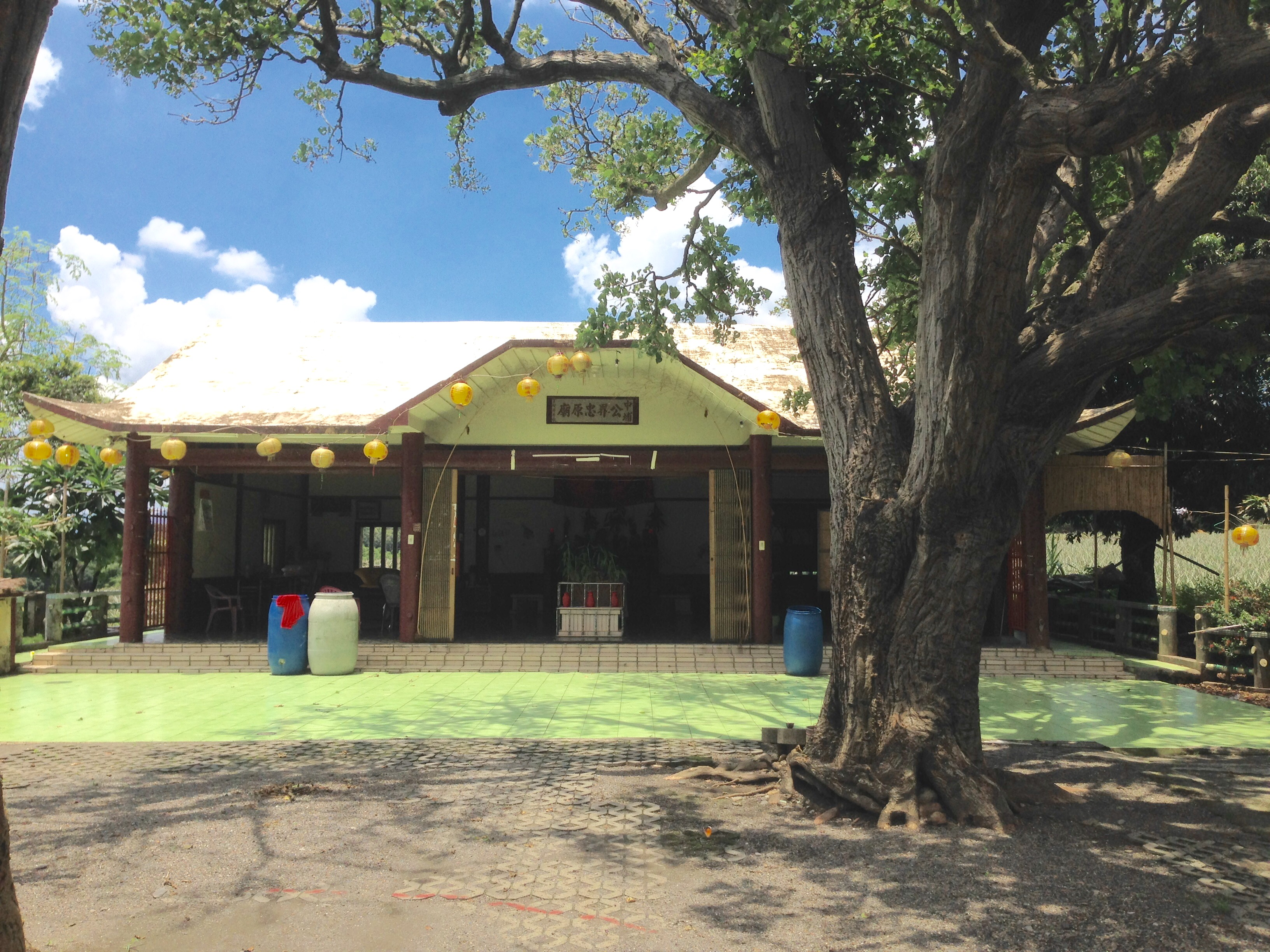
中埔公界忠原廟（加蚋埔公廨）

### 自然・景勝地
- 大津瀑布
- 尾寮山
- 蓮雲寺
- 高樹宝蓮禅寺

### 文化財・史跡
- 高樹石獅公
- 加蚋埔平埔公廨廟
- 高樹水圳
- 大路関鍾理和故居
- 高樹菸楼
- 辜振甫先生墓園
- 辜厳倬雲植物保種センター(KBCC) - 世界最大規模の熱帯植物種子貯蔵保育センター

### 料理・グルメ
- 高樹夜市
- 菜寮豆花

### 施設
- 新豊河堤公園
- 高樹開庄250年記念碑
- 山湖観ゴルフ場
- 大路観主題楽園
- 皆豪軽飛行機飛行場
- 賽嘉パラグライダー飛行場
- 高屏渓渓流生態公園
- 東振開庄伯公ガジュマル公園
- 東振金鐘湖公園

### イベント・催事
- 屏東高樹蜜郷国際マラソン